# NGC 6645
NGC 6645 is een open sterrenhoop in het sterrenbeeld Boogschutter. Het hemelobject werd op 27 juni 1786 ontdekt door de Duits-Britse astronoom William Herschel.

## Synoniemen
- OCL 48